# Ex-Hacienda San Miguel
Ex-Hacienda San Miguel är en ort i Mexiko.   Den ligger i kommunen Epitacio Huerta och delstaten Michoacán de Ocampo, i den sydöstra delen av landet, 140 km nordväst om huvudstaden Mexico City. Ex-Hacienda San Miguel ligger 2 394 meter över havet och antalet invånare är 127.
Terrängen runt Ex-Hacienda San Miguel är varierad. Runt Ex-Hacienda San Miguel är det ganska tätbefolkat, med 62 invånare per kvadratkilometer. Närmaste större samhälle är Amealco, 19,7 km öster om Ex-Hacienda San Miguel. Trakten runt Ex-Hacienda San Miguel består till största delen av jordbruksmark.